# Amaël Moinard
Amaël Moinard (* 2. Februar 1982 in Cherbourg) ist ein ehemaliger französischer Radrennfahrer.

## Sportlicher Werdegang
Amaël Moinard fuhr 2004 als Stagiaire bei dem französischen ProTeam Cofidis und erhielt im darauffolgenden Jahr dort auch einen regulären Vertrag. 2006 nahm er erstmals am Giro d’Italia teil und wurde 112. der Gesamtwertung. Bis Ende der Saison 2018 startete er bei insgesamt 16 Grand Tours. Seine beste Platzierung war der 14. Rang bei der Tour de France 2008, womit er zweitbester Franzose hinter Sandy Casar im Gesamtklassement wurde; beim Giro d’Italia 2015 belegte er Platz 15. Im Jahr 2010 gewann er die Bergwertung und eine Etappe bei Paris–Nizza.
2011 wechselte Moinard zum BMC Racing Team. 2014 siegte er auf der letzten Etappe in Draguignan bei der Tour du Haut-Var. Mit BMC gewann er bei der Vuelta a España 2015 das Mannschaftszeitfahren.
Zur Saison 2018 erhielt Moinard nach sieben Jahren bei BMC einen Vertrag beim Fortuneo-Oscaro.
Im Oktober 2019 erklärte der damals 37-Jährige seine aktive Zeit für beendet.

## Erfolge
2007
- eine Etappe Route du Sud

2010
- eine Etappe und Bergwertung Paris–Nizza

2014
- eine Etappe Tour du Haut-Var

2015
- Mannschaftszeitfahren Vuelta a España

## Grand Tours-Platzierungen
| Grand Tour            | 2006 | 2007 | 2008 | 2009 | 2010 | 2011 | 2012 | 2013 | 2014 | 2015 | 2016 | 2017 | 2018 | 2019 |
| --------------------- | ---- | ---- | ---- | ---- | ---- | ---- | ---- | ---- | ---- | ---- | ---- | ---- | ---- | ---- |
| Giro d’ItaliaGiro     | 112  | 46   | –    | –    | –    | –    | –    | –    | –    | 15   | –    | –    | –    | –    |
| Tour de FranceTour    | –    | –    | 14   | 65   | 70   | 65   | 45   | 56   | 45   | –    | 45   | 32   | 48   | 92   |
| Vuelta a EspañaVuelta | –    | –    | –    | 18   | –    | –    | 99   | –    | –    | 59   | –    | –    | –    |      |

## Teams
| - 2004 Cofidis-Le Crédit par Téléphone - 2005 Cofidis-Le Crédit par Téléphone - 2006 Cofidis-Le Crédit par Téléphone - 2007 Cofidis-Le Crédit par Téléphone - 2008 Cofidis-Le Crédit par Téléphone | - 2009 Cofidis, le Crédit en Ligne - 2010 Cofidis, le Crédit en Ligne - 2011 BMC Racing Team - 2012 BMC Racing Team - 2013 BMC Racing Team | - 2014 BMC Racing Team - 2015 BMC Racing Team - 2016 BMC Racing Team - 2017 BMC Racing Team - 2018 Team Fortuneo-Samsic - 2019 Team Arkéa-Samsic |